# Arresto y asesinato de Ngô Đình Diệm

El arresto y asesinato de Ngô Đình Diệm, entonces presidente de Vietnam del Sur, marcó la culminación de un exitoso golpe de Estado liderado por el general Dương Văn Minh y respaldado por la CIA en noviembre de 1963. En la mañana del 2 de noviembre de 1963, Diem y su asesor, su hermano menor Ngo Dinh Nhu, fueron arrestados después del éxito que el Ejército de la República de Vietnam (ERVN) tuvo en un cerco sangriento durante toda la noche en el Palacio Gia Long en Saigón. El golpe significó el final de los nueve años de gobierno autocrático y familiar nepotista en Vietnam del Sur. El descontento con el régimen de Diem había estado subyacente y estalló con las protestas budistas masivas contra la discriminación religiosa de larga data, luego de que el gobierno ordenara disparar a los protestantes que desafiaron la prohibición de ondear la bandera budista. 

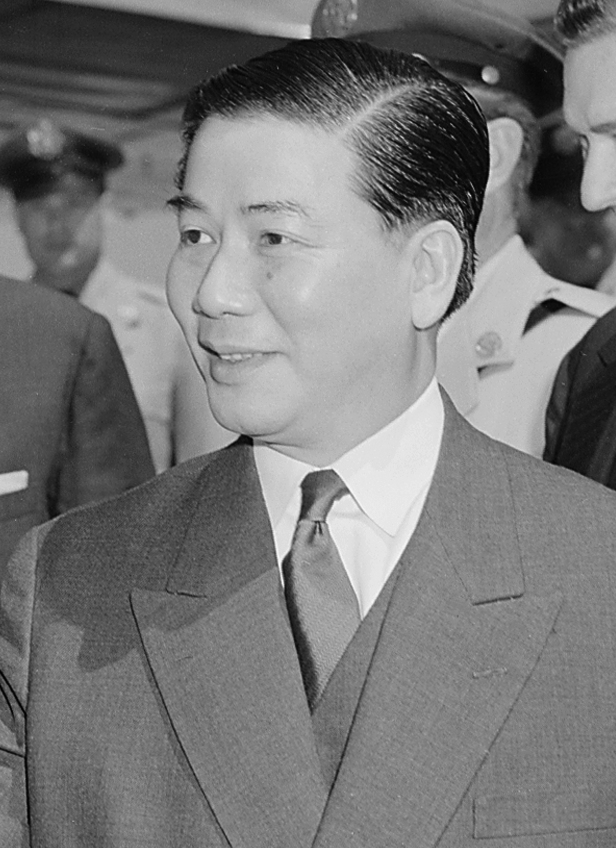
Ngo Dinh Diem

Cuando las fuerzas rebeldes entraron al palacio, los hermanos Ngo no estaban presentes, pues habían escapado la noche anterior al refugio partidario del régimen en Cholon, un distrito de Saigón. Los hermanos se habían mantenido en comunicación con los rebeldes a través de un contacto directo entre el refugio y el palacio, engañándolos al hacerles creer que estaban todavía en el palacio. Pronto, los hermanos Ngo acordaron rendirse bajo la promesa de un exilio seguro; sin embargo, después de ser arrestados, fueron ejecutados en la parte posterior de un transporte blindado de personal por oficiales del ERVN en el viaje de regreso al cuartel general militar en la base aérea Tan Son Nhut.
Si bien no se siguió una investigación formal, la responsabilidad por las muertes de los hermanos Ngo comúnmente es ubicada en el guardaespaldas de Ming, el capitán Nguyen Van Nhung, y el mayor Duong Hieu Nghia, quienes estaban vigilando a los hermanos durante el viaje. Los colegas militares de Minh y los oficiales estadounidenses en Saigón estuvieron de acuerdo en que Minh ordenó las ejecuciones. Para llegar a tal conclusión, postularon varios motivos incluyendo que los hermanos molestaron a Minh al huir del Palacio Presidencial y que los hermanos fueron asesinados para eliminar un retorno político posterior. Inicialmente, los generales intentaron encubrir la ejecución al sugerir que los hermanos se habían suicidado, pero esta versión fue contradicha cuando las fotos de los cuerpos ensangrentados de los hermanos llegaron a los medios de comunicación.

## Antecedentes
El camino de Diem hacia el poder político comenzó en julio de 1954, cuando fue nombrado primer ministro del Estado de Vietnam por el emperador Bao Dai, quien era el jefe de Estado. En ese entonces, Vietnam había sido dividido en la Conferencia de Ginebra tras la derrota de las fuerzas de la Unión Francesa en la batalla de Dien Bien Phu, con el Estado de Vietnam gobernando el país al sur del paralelo 17. Se tenía planeado que la división fuera temporal, con elecciones nacionales programadas para 1956 con el fin de crear un gobierno de una nación reunificada. Entretanto, Diem y Bao Dai entablaron una lucha por el poder. A Bao Dai le desagradaba Diem, pero lo seleccionó con la esperanza de que atraería la ayuda estadounidense. El asunto fue llevado a un punto crítico cuando Diem programó un referéndum para octubre de 1955 para decidir si Vietnam del Sur se debía convertir en una república. Diem ganó el referéndum, que fue amañado por su hermano Nhu, y se proclamó a sí mismo Presidente de la recién creada República de Vietnam.

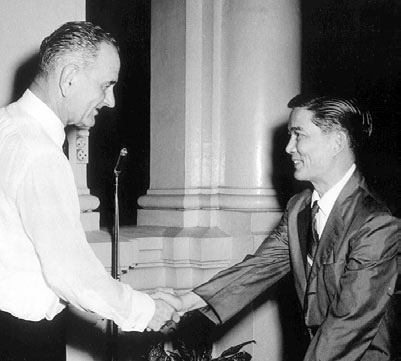
El hermano de Diệm, Ngo Dinh Nhu, dando la mano al vicepresidente estadounidense Lyndon B. Johnson en 1961.

Diem se negó a realizar las elecciones para la reunificación, señalando que el Estado de Vietnam no había firmado los Acuerdos de Ginebra. Luego, fortaleció su gobierno autocrático y nepotista sobre el país. Se redactó una constitución aprobada por una asamblea legislativa que dio a Diem el poder de crear leyes por decreto, otorgándole arbitrariamente poderes de emergencia. Los disidentes, comunistas y nacionalistas, fueron encarcelados y ejecutados por millares, y las elecciones fueron rutinariamente amañadas. Los candidatos de oposición eran amenazados con ser acusados de conspirar con el Vietcong, delito que acarreaba la pena de muerte. En muchas áreas, las tropas del ERVN fueron enviadas en gran número para llenar papeletas de votación. Diem mantuvo firmemente el control de la nación en las manos de sus hermanos y de sus parientes políticos. Asimismo, las promociones en el ERVN eran dadas sobre la base de la lealtad, más que al mérito. Se realizaron dos intentos sin éxito de deponer a Diem: en 1960, una sublevación de una facción del ejército fue sofocada después que Diem se demorara en las negociaciones para ganar tiempo para que los leales depusieran el intento de golpe, mientras que en 1962, el bombardeo del palacio por dos pilotos de la Fuerza Aérea survietnamita fallaron en el intento de matarlo.
La mayoría budista de Vietnam del Sur había estado desde hacía mucho tiempo descontenta con el fuerte favoritismo de Diem hacia los católicos. Los empleados públicos y los oficiales del ejército eran promovidos sobre la base de su preferencia religiosa, mientras que los contratos con el gobierno, la ayuda estadounidense, los favores económicos y las concesiones tributarias eran otorgadas preferentemente a católicos. La Iglesia Católica era la mayor terrateniente en el país y sus propiedades fueron exentas de la reforma agraria. En el campo, los católicos estaban de facto exentos de realizar trabajo servil y, en algunas áreas rurales, los sacerdotes católicos dirigían ejércitos privados contra pueblos budistas. El descontento contra Diem y Nhu estalló en las protestas masivas realizadas durante el verano de 1963, cuando nueve budistas murieron a manos del ejército de Diem y la policía en Vesak, el día del aniversario de Buda Gautama. En mayo de 1963, se invocó selectivamente una ley que prohibía ondear banderas religiosas; fue prohibida la exposición de la bandera budista en Vesak, mientras que la bandera pontificia fue exhibida para celebrar el aniversario de la consagración del arzobispo Ngo Dinh Thuc, hermano de Diem. Los budistas desafiaron la prohibición y las fuerzas del gobierno detuvieron una protesta cuando abrieron fuego. Mientras Diem se mantenía intransigente frente a las crecientes demandas budistas por igualdad religiosa, algunos sectores de la sociedad empezaron a exigir su separación del cargo. El punto de quiebre llegó poco antes de la medianoche del 21 de agosto, cuando las Fuerzas Especiales del ejército de Nhu asaltaron y vandalizaron pagodas budistas en todo el país, arrestando a miles de monjes y causando un número de víctimas estimado en cientos. Numerosos planes para un golpe de Estado habían sido explorados por el ejército, pero los conspiradores intensificaron sus actividades con creciente confianza después que la administración del presidente estadounidense John F. Kennedy autorizó a la embajada estadounidense explorar la posibilidad de un cambio de mando.
Sin embargo, de acuerdo con el historiador Mark Moyar, Diệm había liderado políticas públicas favorables a las comunidades budistas de Vietnam del Sur, dándoles permiso para realizar actividades religiosas que fueron prohibidas por la antigua potencia colonial francesa, y financiando la construcción de escuelas budistas, organización de ceremonias y la construcción de nuevas pagodas. Entre los dieciocho miembros del gabinete de Diệm, había cinco católicos, cinco confucionistas y ocho budistas, incluyendo un vicepresidente y un ministro de Relaciones Exteriores. Sólo tres de los diecinueve mejores líderes militares eran católicos. Si el gobierno de Diệm siempre negó cualquier alegato de persecución contra los budistas y presentaba esas inmolaciones y revueltas como fruto de la infiltración de guerrilleros comunistas disfrazados de bonzos; algunos autores franco-vietnamitas apoyan esta tesis de infiltración, que permitió una gran instrumentalización de esos disturbios por la propaganda americana y norvietnamita, a fin de desestabilizar y demonizar al gobierno survietnamita. Las búsquedas policiales permitieron que las autoridades de Vietnam del Sur descubrieran la presencia de armas de guerra en varias pagodas, resultando en el cierre de doce de ellos. Además, estudios universitarios más recientes, basados más en fuentes y puntos de vista centrados en Vietnam, presentan a Ngo Dinh Diem como un líder competente, con una visión a largo plazo sobre la construcción nacional y la modernización de Vietnam del Sur. Su política económica y social es positiva, con la construcción de nuevas escuelas públicas y un rápido crecimiento económico en Vietnam del Sur.

## Rendición y debate
A las 13:30 del 1 de noviembre, los generales Duong Van Minh y Tran Van Don, consejero militar presidencial y Jefe de las Fuerzas Armadas respectivamente, dirigieron un golpe de Estado contra el presidente Ngo Dinh Diem, ayudados por oficiales amotinados del ERVN. Los rebeldes habían tramado cuidadosamente planes para neutralizar a los oficiales leales, impidiéndoles salvar a Diem. Sin conocimiento de Diem, el general Ton That Dinh, el oficial supuestamente leal que comandaba el regimiento III que rodeaba el área de Saigón, se había aliado con los complotadores para llevar a cabo el golpe. El segundo de los generales que se creía leal a Diem era Huynh Van Cao, que comandaba el regimiento IV en el Delta del Mekong. Diem y Nhu estaban prevenidos del plan de golpe, y Nhu respondió planeando un contragolpe, al que denominó "Operación Bravo". Este plan involucraba a Dinh y al coronel Le Quang Tung, el comandante leal de las Fuerzas Especiales del ejército, poniendo en escena una falsa rebelión antes de que sus fuerzas aplastaran el "levantamiento" para reafirmar el poder de la familia Ngo. Sin saber que Dinh estaba complotando en su contra, Nhu permitió a Dinh organizar las tropas que vio calificadas y Dinh transfirió el comando a la Séptima División del regimiento IV de Cao a su propio regimiento III. Esto permitió al coronel Nguyen Huu Co, diputado de Dinh, tomar el mando de la Séptima División con base en My Tho. La transferencia permitió a los rebeldes cercar completamente la capital y negar a Cao la oportunidad de asaltar Saigón y proteger a Diem, como había hecho durante el anterior intento de golpe en 1960. Minh y Don habían invitado a los altos oficiales destacados en Saigón a una reunión en la base aérea de Tan Son Nhut, el cuartel general del Comando Conjunto General (CCG), con el pretexto de realizar asuntos de rutina. En su lugar, anunciaron que el golpe estaba en marcha, siendo Tung el único que se había negado a unírseles. Más tarde, se forzó a Tung a punta de arma a que ordenara la rendición de sus Fuerzas Especiales leales. El golpe transcurrió sin problemas al capturar rápidamente todas las instalaciones claves en Saigón y cerrar los caminos de entradas para impedir que las fuerzas leales entraran. Esto dejó solo a la Guardia Presidencial para defender el Palacio Gia Long. Los rebeldes atacaron los edificios del gobierno y del ejército leal, pero retrasaron el ataque al palacio, esperando que Diem renunciaría y aceptaría la oferta de una salida pacífica y el exilio. Diem se negó, jurando retomar el control. Por la noche, la Quinta División del coronel Nguyen Van Thieu, quien más tarde fue nombrado presidente de la nación, condujo el asalto al palacio Gia Long a donde cayeron al amanecer.

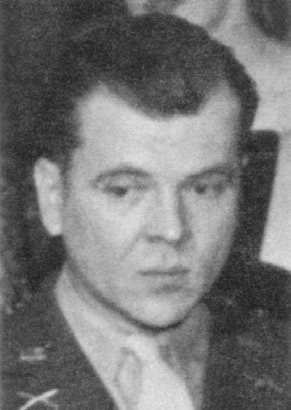
Lucien Conein, contacto de la CIA con los generales del ERVN.

Durante las primeras horas del 2 de noviembre, Diem acordó rendirse. Los oficiales del ERVN habían proyectado exiliar a Diem y a Nhu, habiendo prometido a los hermanos Ngo una salida segura del país. A las 6:00, poco antes del amanecer, los oficiales sostuvieron una reunión en el cuartel general del CCG para discutir el destino de los hermanos Ngo. Según Lucien Conein, el oficial del ejército estadounidense y agente de la CIA que era el nexo estadounidense con el golpe, la mayoría de los oficiales, incluyendo a Minh, quería que Diem tuviera un "retiro honorable" del cargo, seguido por el exilio. No todos los altos oficiales asistieron a la reunión, mientras Don ya había partido para hacer arreglos para la llegada de Diem y Nhu al cuartel general del CCG. El general Nguyen Ngoc Le, un exjefe de policía bajo el gobierno de Dim a mediados de la década de 1950, presionaba fuertemente por la ejecución de Diem. No se tomó una votación formal en la reunión y Le atrajo solo un apoyo minoritario. Se informó que un general dijo "para matar malas hierbas, se debe jalarlas desde las raíces". Conein informó que los generales nunca habían indicado que el asesinato estaba en sus mentes, dado que una transición ordenada del poder era una alta prioridad para alcanzar su propósito último de ganar reconocimiento internacional.
Minh y Don solicitaron a Conein asegurar una aeronave estadounidense para llevar a los hermanos fuera del país. Dos días antes, el embajador estadounidense en Vietnam, Henry Cabot Lodge, Jr., había alertado a Washington que era probable tal pedido y recomendaba a Saigón como punto de salida. Esta petición puso a la administración Kennedy en una posición difícil debido a que la provisión de una aeronave la relacionaría públicamente con el golpe. Cuando Conein telefoneó a David Smith, el jefe en funciones de la estación de la CIA en Saigón, hubo una espera de diez minutos. El gobierno estadounidense no permitiría que la aeronave aterrizara en ningún país, a menos que algún Estado estuviera dispuesto a conceder asilo a Diem. Estados Unidos no quería que Diem y Nhu formaran un gobierno en el exilio y los quería fuera de Vietnam. El secretario de Estado adjunto, Roger Hilsman, había escrito en agosto que "bajo ninguna circunstancia, debe permitirse a los Nhus permanecer en el Sudeste Asiático en una cercana proximidad a Vietnam debido a los complots que montarían para intentar retomar el poder. Si los generales decidían exiliar a Diem, debe ser enviado fuera del Sudeste Asiático". Asimismo, anticipó lo que denominó un “Götterdämmerung en el palacio”.

Debemos alentar al grupo del golpe a que pelean la batalla hasta el fin y destruyan el palacio de ser necesario para ganar la victoria. Rendición incondicional debe ser los términos para la familia Ngo, dado que de otra manera buscarían superar tanto las fuerzas golpistas como a los Estados Unidos. Si la familia es capturada con vida, los Nhus deben ser expulsados a Francia o a cualquier otro país que acepte recibirlos. Diem debe ser tratado como los generales desean.

El avión más cercano que era capaz de tan largo vuelo estaba en Guam y le tomaría 24 horas hacer los arreglos necesarios. Minh estaba pasmado y le dijo a Conein que los generales no podía mantener a Diem por tal periodo. Conein no sospechó un retraso deliberado por parte de la embajada estadounidense. En cambio, una comisión investigadora del Senado de los Estados Unidos a principios de la década de 1970 presentó una idea provocadora: "Uno se pregunta lo que pasó con la aeronave militar estadounidense que fue despachada para estar lista para la salida de Lodge, programada para el día anterior”.

### La fuga de Diem
Minh en cambio llegó para descubrir que los hermanos no estaban en el palacio. Estos, en previsión de un posible golpe de Estado, habían ordenado la construcción de tres túneles separados que conducen desde Gia Long a áreas remotas fuera del palacio. Alrededor de las 20:00 de la noche del golpe de Estado, con solo la Guardia Presidencial para defenderlos de las tropas amotinadas, Diệm y Nhu apresuraron los billetes en un maletín. Escapó a través de uno de los túneles con dos leales: el teniente de la Fuerza Aérea Ðỗ Th a, el ayudante de campo de Diệm, que resultó ser sobrino del coronel Đỗ Mậu, director de seguridad militar y participante en el complot golpista, y Xuân Vy, jefe de la Juventud Republicana de Nhu. Después del golpe, el Comando de Asistencia Militar, el general de Vietnam Paul Harkins, inspeccionó el túnel y señaló que "estaba tan abajo que no quería bajar a subirlo". Los hermanos emergieron en una zona boscosa en un parque cerca del Cercle Sportif (10.776°N 106.693°E), el club deportivo de clase alta de la ciudad, donde fueron recogidos por un Land Rover que los esperaba. Ellen Hammer disputa la fuga del túnel, afirmando que los hermanos Ngo simplemente salieron del edificio, que aún no estaba bajo asedio. Hammer afirma que pasaron las canchas de tenis y dejaron los terrenos del palacio a través de una pequeña puerta en la calle Le Thanh Ton y entraron en el automóvil. Los leales viajaron por estrechas calles secundarias para evadir los puntos de control rebeldes y cambiaron los vehículos a un sedán Citroën negro. Después de abandonar el palacio, se informó que Nhu sugirió a Diệm que los hermanos se separaran, argumentando que esto aumentaría sus posibilidades de supervivencia. Nhu propuso que uno de ellos viajara al Delta del Mekong para unirse al IV Cuerpo de Cao, mientras que el otro viajaría al II Cuerpo del General Nguyễn Khánh en las Tierras Altas Centrales. Nhu sintió que los generales rebeldes no se atreverían a matar a uno de ellos mientras el otro estuviera libre, en caso de que el hermano sobreviviente recuperara el poder. Según una cuenta, se informó que Diệm rechazó a Nhu, razonando que "No puedes irte solo. Te odian demasiado; te matarán. Quédate conmigo y te protegeré". Otra historia sostiene que Diệm dijo: "Siempre hemos estado juntos durante estos últimos años. ¿Cómo podríamos separarnos durante estos últimos años? ¿Cómo podríamos separarnos en esta hora crítica?" Nhu acordó quedarse con su hermano.
Los leales llegaron a la casa de Ma Tuyen en el distrito financiero chino de Cholon. Ma Tuyen era un comerciante y amigo chino que, según los informes, era el contacto principal de Nhu con los sindicatos chinos que controlaban el comercio de opio. Los hermanos buscaron asilo en la embajada de la República de China, pero fueron rechazados y se quedaron en la casa de Ma Tuyen cuando apelaron a los leales de ERVN e intentaron negociar con los golpistas. Los agentes secretos de Nhu habían equipado la casa con una línea telefónica directa al palacio, por lo que los generales insurgentes creían que los hermanos aún estaban sitiados dentro de Gia Long. Ni los rebeldes ni la leal guardia presidencial tenían idea de que a las 21:00 estaban a punto de luchar por un edificio vacío. Se informó que Minh estaba mortificado cuando se dio cuenta de que Diệm y Nhu habían escapado durante la noche.

### Arresto en Cholon

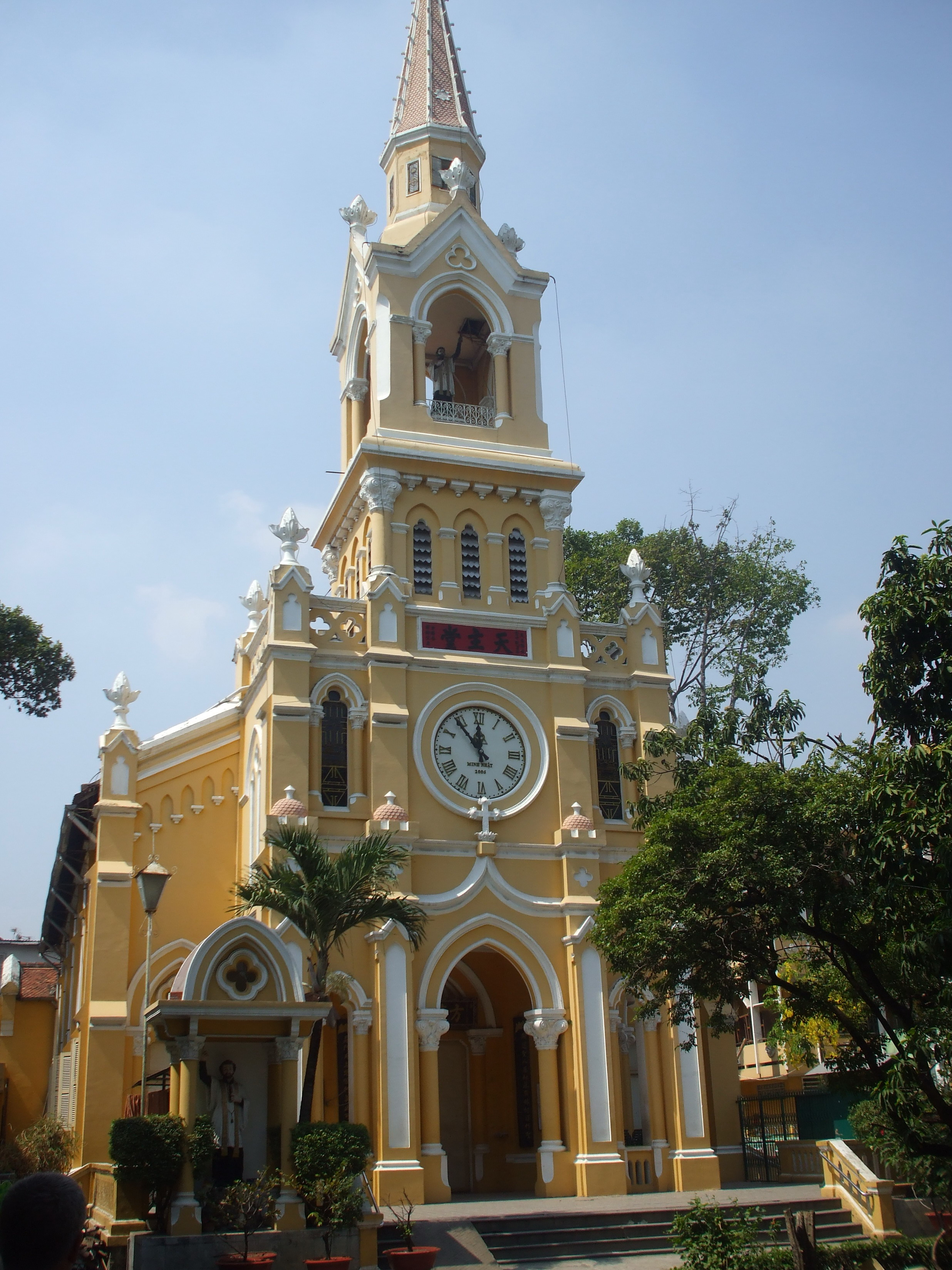
Iglesia Católica San Francisco Javier, donde los hermanos Ngo fueron arrestados.

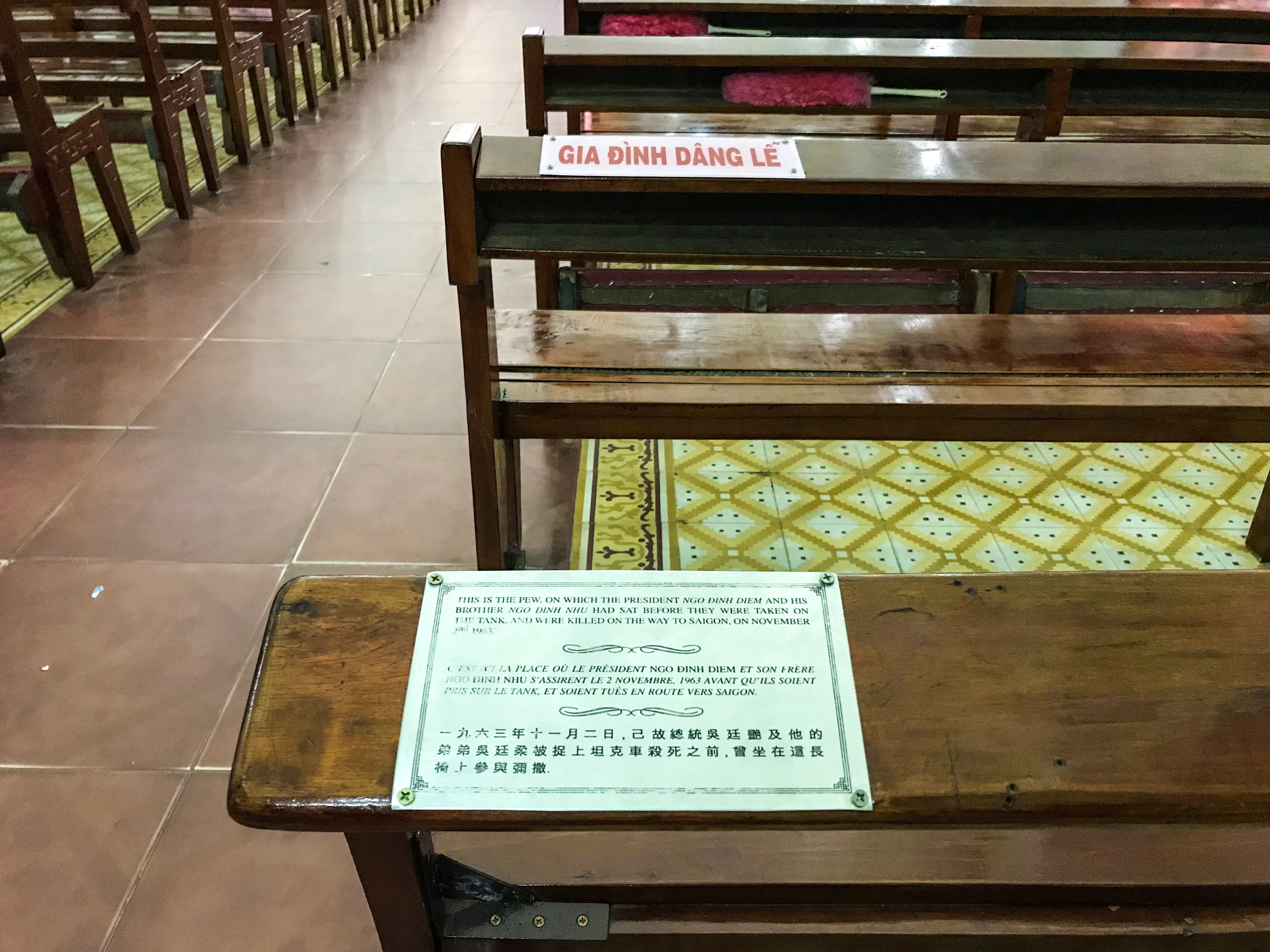
Un banco en la iglesia está marcado con una pequeña placa que identifica el lugar donde el presidente Ngo Dinh Diem fue capturado después de refugiarse aquí con su hermano Ngo Dinh Nhu el 2 de noviembre de 1963, después de huir del Palacio Presidencial.

Después de que Minh había ordenado a los rebeldes que buscaran en las áreas que la familia Ngo frecuentaba, un oficial capturado de la Guardia Presidencial informó al coronel Phạm Ngọc Thảo que los hermanos habían escapado a través de los túneles a un refugio en Cholon. Kảêm, su superior, le dijo a Thảo que localizara a Diệm y evitara que lo mataran. Cuando Thảo llegó a la casa de Ma Tuyen, llamó a sus superiores. Diệm y Nhu lo escucharon y Thơ los llevó a la cercana iglesia católica de San Francisco Javier, que habían frecuentado a lo largo de los años. El teniente Thơ murió unos meses más tarde en un accidente aéreo, pero su diario no se encontró hasta 1970. Thơ registró las palabras de Diệm cuando salieron de la casa de Ma Tuyen como "No sé si viviré o moriré y no lo haré". No me importa, pero dile a Nguyễn Khánh que le tengo mucho cariño y que debería vengarme". Poco después de la madrugada se celebró la misa por el Día de Todos los Santos (el día católico de los muertos) y después de que la congregación había salido del edificio, los hermanos Ngô caminaron por el patio sombreado y entraron a la iglesia con trajes gris oscuro. Se especuló que un informante los reconoció mientras caminaban por el patio. Dentro de la iglesia, los hermanos oraron y recibieron la comunión.
Unos minutos más tarde, justo después de las 10:00, un vehículo blindado de transporte de personal y dos jeeps entraron en la estrecha alcoba que albergaba el edificio de la iglesia. El teniente Thơ, que anteriormente había instado a Diệm a rendirse, dijo que estaba seguro de que su tío Đỗ Mậu, junto con Đính y Khiêm, garantizarían su seguridad, escribió en su diario más tarde: "Me considero responsable de haberlos guiado a su muerte".

### Convoy a la sede de JGS
El convoy fue dirigido por el general Mai Hữu Xuân y estaba formado por los coroneles Nguyễn Văn Quan y Dương Ngọc Lắm. Quan era el diputado de Minh y Lắm era el comandante de las fuerzas regionales. Lắm se había unido al golpe una vez que una victoria rebelde parecía asegurada. Otros dos oficiales formaron el convoy: el Mayor Dương Hiếu Nghĩa y el Capitán Nhung, el guardaespaldas de Minh.
Diệm solicitó que el convoy se detuviera en el palacio para poder recoger objetos personales antes de ser exiliado. Xuân lo rechazó, declarando clínicamente que sus órdenes eran llevar a Diệm y Nhu directamente al cuartel general de JGS. Nhu expresó su disgusto porque iban a ser transportados en un APC y preguntó: "¿Usas ese vehículo para conducir al presidente?" L assuredm les aseguró que la armadura era para su propia protección. Xuân dijo que fue seleccionado para protegerlos de los "extremistas". Xuân ordenó que las manos de los hermanos fueran atadas a sus espaldas antes de empujarlas dentro del transportista. Un oficial pidió dispararle a Nhu, pero Xuân lo rechazó.

### Asesinatos
Después del arresto, Nhung y Nghĩa se sentaron con los hermanos en el TBP, y el convoy partió hacia Tân Sơn Nhất. Antes de que el convoy partiera hacia la iglesia, se informó que Minh hizo un gesto a Nhung con dos dedos. Esto fue tomado como una orden para matar a ambos hermanos. El convoy se detuvo en un cruce de ferrocarril en el viaje de regreso, donde, según todos los informes, los hermanos fueron asesinados. Una investigación realizada por Đôn determinó que Nghĩa había disparado a los hermanos a quemarropa con un arma de fuego semiautomática y que Nhung los roció con balas antes de apuñalar repetidamente los cuerpos con un cuchillo.
Nghĩa contó lo ocurrido durante el viaje de regreso al cuartel general militar: "Mientras regresábamos al cuartel general del Estado Mayor Conjunto, Diệm se sentó en silencio, pero Nhu y el capitán [Nhung] comenzaron a insultarse mutuamente. Yo no sé quién lo inició. Los insultos se volvieron apasionados. El capitán había odiado a Nhu antes. Ahora estaba lleno de emoción". Nghĩa dijo que cuando el convoy llegó al cruce de un tren, "[Nhung] se abalanzó sobre Nhu con una bayoneta y lo apuñaló una y otra vez, tal vez quince o veinte veces. Todavía furioso, se volvió hacia Diệm, sacó su revólver y disparó él en la cabeza. Luego volvió a mirar a Nhu, que estaba tendido en el suelo, retorciéndose. También le disparó una bala en la cabeza. Ni Diệm ni Nhu se defendieron nunca. Sus manos estaban atadas".

### Responsabilidad de los Estados Unidos
Para el historiador Keith Taylor, Diệm mostró una creciente desconfianza hacia los Estados Unidos; debido a la política estadounidense en Laos, que no se ha abstenido de las incursiones norvietnamitas en el territorio de Vietnam del Sur; incursiones posibles a través del territorio de Laos. Según él, los desacuerdos entre los vietnamitas del sur y los estadounidenses sobre la respuesta a la amenaza comunista estaban creciendo; Diệm, que temía que una mayor presencia militar de Estados Unidos en Vietnam del Sur amenazara sus credenciales nacionalistas y la independencia de su gobierno, se negará a enviar tropas estadounidenses al terreno. Durante 1963, los hermanos Ngô incluso cuestionaron e intentaron romper la alianza político-militar que vinculaba a su país con los Estados Unidos. Con el telón de fondo de las crecientes tensiones entre los dos países, correlacionadas con la proliferación de intentos de golpe por parte del ejército de Vietnam del Sur contra el régimen Diệm y el fortalecimiento de la crisis budista, los Estados Unidos se dan cuenta de que cometieron un error al apostar por él. Dejan de apoyar a Ngô Đình Diệm y están en el origen de su asesinato.
Los estadounidenses, ansiosos por participar con mayor fuerza en Vietnam del Sur (enviar tropas, instalar bases estadounidenses, lo que Ngo Dinh Diem rechazó, temiendo que tal iniciativa sirviera a la propaganda norvietnamita en beneficio de la cooperación entre las fuerzas Vietnamitas del sur y asesores militares de EE. UU.), creen que este último no puede derrotar a las guerrillas del Viet Cong y tratará de derrocar al poder o incluso el asesinato, sobre la base de este hecho se encuentra en una junta militar que se considera incluso más favorable a un aumento en el compromiso estadounidense contra los comunistas, lo que lleva a una escalada de las tensiones y la guerra de Vietnam que siguió. Los registros desclasificados de los Archivos de Seguridad Nacional incluso han tendido a atribuir directamente el golpe de Estado y la muerte del expresidente survietnamita a la CIA y John Fitzgerald Kennedy.